# JRシリーズ (エンジン)

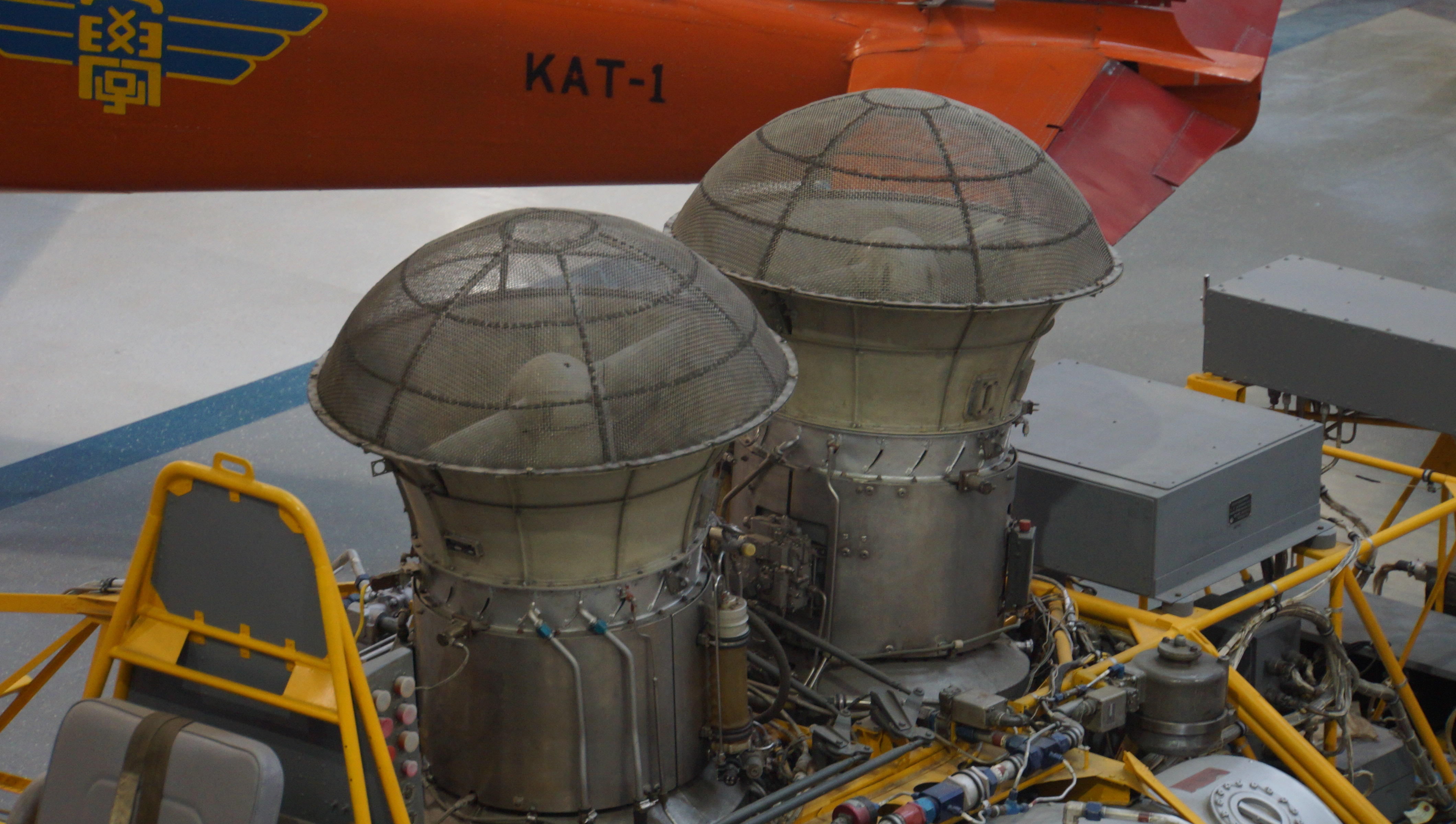
岐阜かかみがはら航空宇宙博物館に展示されているJR100Fエンジン

JRシリーズとは航空宇宙技術研究所におけるV/STOL機の研究の一環として試作研究されたリフトジェットエンジンである。製作は石川島播磨重工業株式会社（現・株式会社IHI）によって行われた。

## 開発経緯
航空宇宙技術研究所は、諸外国も経験が少なく、早く追いつく可能性があり、なおかつ将来の航空技術として重要なものとして、ジェットリフトVTOL機の技術研究を進め、初のVTOL機として「VTOL実験機フライングテストベッド」を作成した。これは航空宇宙技術研究所の開発を経て、富士重工業により設計・製作された。
まずはエンジンの運転実績の蓄積やVTOL機の研究等に使用するために、既存の技術をできるかぎり流用することで推力重量比10を達成するリフトジェットエンジンを早期に実現することを目的に、昭和38年度よりJR100の試作研究が開始された。また、これと並行してJR100よりさらに高い推力重量比を目指したJR200の試作研究を昭和39年度より開始した。
昭和39年9月末に製作完了したJR100は性能確認試験及び運転試験を行い、昭和40年7月にこれを完了した。
その後にリフトジェットエンジンによる高度制御の研究用として2基のJR100H、フライングテストベッド搭載用として2基のJR100Fが製作され、それぞれの試験に供された。
昭和41年8月にJR200も製作を終わり、運転試験が行われた。また、JR200の改良型として信頼性の高い本格的なエンジンとしてJR220の試作研究が行われたが、経済性などの観点から実機搭載などは行われず試作段階で終了した。
なお当初より、このエンジンはリフトジェットエンジンが低燃費、低騒音のためにリフトファンに進むだろうという趨勢を考慮されていた。

## JR100シリーズ

### JR100
早期に実機を完成させるため、J3-3をベースとし、既存のデータ（タービン等の空力設計など）、既存の材料（鉄系合金などを多用）、加工法を用いたまま、軽量かつ高出力を得るための構造に重点が置かれた。
V/STOL機の姿勢制御に用いるための圧縮空気を抽気することが考慮されており、これを行う形式がJR100F、行わない形式がJR100Hである。

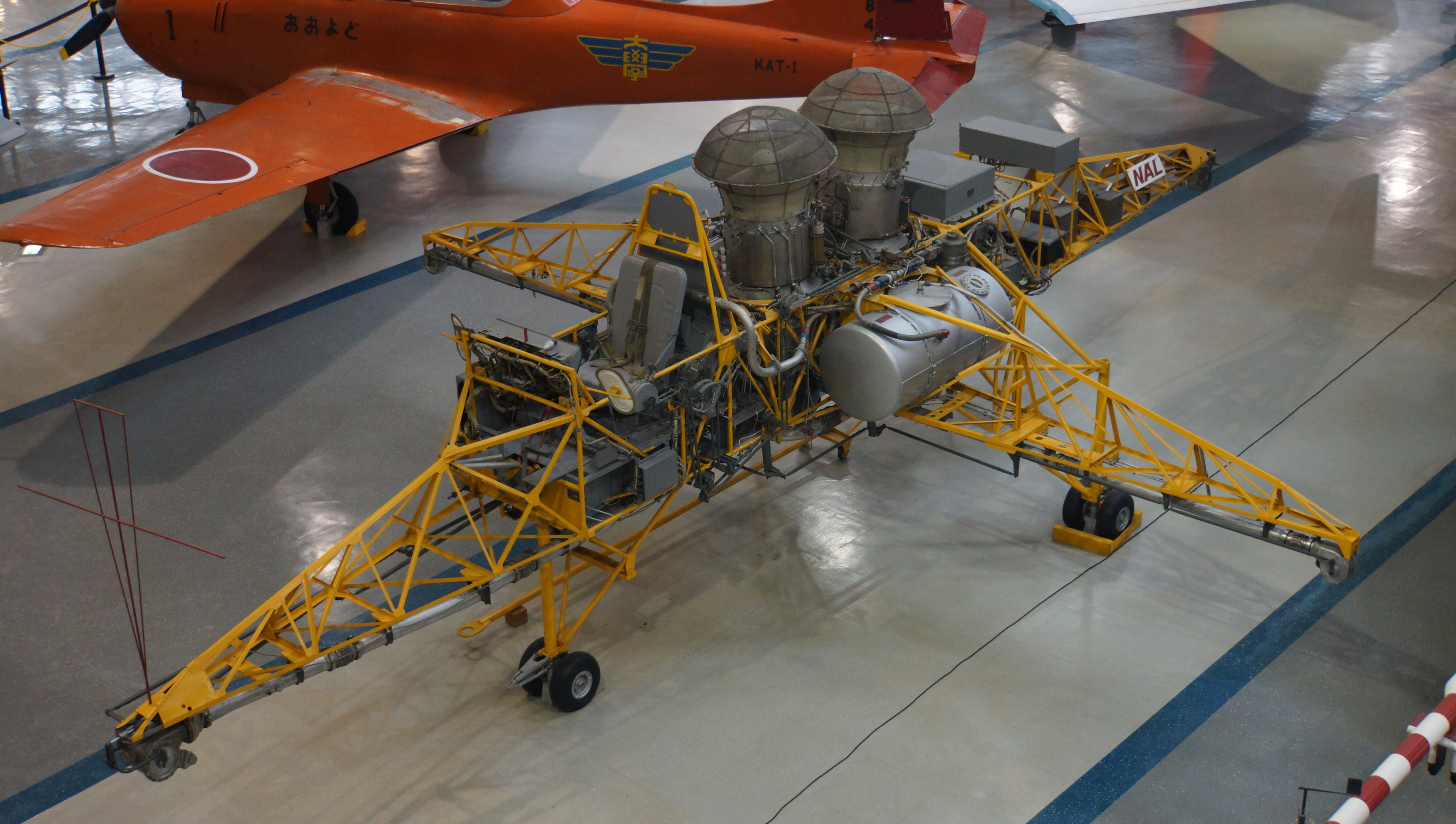
JR100Fエンジンを搭載した航空宇宙技術研究所のフライングテストベッド

諸元は以下のとおりである。
- 圧縮機：軸流6段
- 燃焼器：アニュラー型燃焼器
- タービン：軸流1段
- 全圧力比：3.9
- タービン最高入口温度：850°C
- 推力：1530 kgf（抽気なしのとき）
- 長さ：1090 mm
- 巾：660 mm
- 高さ：700 mm
- 重量：155.0 kg

## JR200シリーズ

### JR200
JR200ではJR100の構造に準じ、アルミ合金やチタン合金などの軽量材料を取り入れる、圧縮機を5段に減らすなど軽量化が図り、JR100の試作改良と並行して行われてきた要素研究の成果を取り入れ、高出力化を図ることでさらなる推力重量比15を実現した。
JR200の諸元は以下のとおりである。
- 圧縮機：軸流5段
- 燃焼器：アニュラー型燃焼器
- タービン：軸流1段
- 全圧力比：4.0
- タービン最高入口温度：850°C
- 推力：2180 kgf（抽気なしのとき）
- 重量：127.0 kg

### JR220
JR220は圧縮機を6段とし、信頼性向上のためチタン合金を多用するなどでJR200と比較し重量が増加したものの、サイクル圧力比の上昇、空冷タービンノズル採用によるタービン入口温度の高温化で推力重量比15を維持した。
JR220の諸元は以下のとおりである。
- 圧縮機：軸流6段
- 燃焼器：アニュラー型燃焼器
- タービン：軸流1段
- 全圧力比：4.4
- タービン最高入口温度：950°C
- 推力：2280 kgf（抽気なしのとき）
- 長さ：1250 mm
- 巾：700 mm
- 高さ：700 mm
- 重量：156.8 kg